# Giuseppina Suriano
Giuseppina „Pina“ Suriano (* 18. Februar 1915 in Partinico; † 19. Mai 1950 ebenda) war eine italienische römisch-katholische Laiin der Katholischen Aktion, die in der römisch-katholischen Kirche als Selige verehrt wird. Ihr nichtgebotener Gedenktag in der Liturgie ist der 19. Mai.

## Leben
Giuseppina Suriano wurde am 18. Februar 1915 in Partinico bei Palermo geboren. Ihre Eltern waren die Eheleute Giuseppe Suriano und Graziella Costantino. Am 6. März 1915 wurde sie in der Pfarrkirche Santissima Maria Annunziata getauft. Ihre Rufname war bald Pina, eine Kurzform ihres eigentlichen Vornamens.
Von ihren Eltern und ihren Großeltern erhielt sie ihre religiöse Erziehung. Ab 1919 besuchte sie einen von Ordensschwestern geführten Kindergarten. Im Jahr 1921 begann sie ihr schulische Ausbildung an der öffentlichen Schule in Partinico. 1922 ging sie zur Erstkommunion und empfing die Firmung. 1922 wurde sie Mitglied der Katholischen Aktion und ihr örtlicher Gemeindepfarrer Pater Antonio Cataldo wurde ihr Seelenführer und Beichtvater. Von 1939 bis 1948 arbeitete sie als Sekretärin der Katholischen Aktion, während sie von 1945 bis 1948 als Präsidentin der Katholischen Jugendaktion vorstand. Im Jahr 1948 gründete sie die Vereinigung der Töchter Mariens und war bis zu ihrem Tod deren Präsidentin.
Suriano verspürte eine Berufung zum Ordensleben und wünschte sich, in einen Orden einzutreten. Ihre Mutter war aber dagegen und wünschte, dass ihre Giuseppina heiratet und eine Familie gründet. Inspiriert von ihrem geistlichen Begleiter legte sie am 29. April 1932 ein privates Gelübde ab, keusch zu bleiben und erneuerte dieses Gelübde jeden Monat. Sie lehnte auch alle Heiratsanträge ab.
Im Februar 1940 schließlich gaben ihre Eltern dem Wunsch nach und erlaubten ihrer Tochter den Klostereintritt. Giuseppina trat der Gemeinschaft der Töchter der Heiligen Anna in Palermo bei, musste das Kloster aber wenig später wegen gesundheitlichen Problemen – bei einer medizinischen Untersuchung wurden Herzprobleme festgestellt – wieder verlassen. Im September 1948 pilgerte sie zu einer Veranstaltung der Katholischen Aktion nach Rom.
Im März 1948 brachte sie zusammen mit drei weiteren Frauen ihr Seelenopfer für die Heiligung der Priester dar. Kurz darauf traten die ersten Anzeichen einer heftigen Form von rheumatischer Arthritis auf, was in der Folge zu weiteren Herzproblemen führte. Am 19. Mai 1950 erlitt Giuseppina einen plötzlichen, schweren Herzinfarkt, als sie sich auf die Messfeier vorbereitete und starb an den Folgen.

## Seligsprechung
Am 18. Mai 1969 wurde ihr Leichnam exhumiert und vom Friedhof in die Pfarrei Sacro Cuore in Partinico überführt.
Am 18. Februar 1989 wurde sie zur Ehrwürdigen Dienerin Gottes erklärt und, nach der Anerkennung eines Wunders, am 5. September 2004 von Johannes Paul II. in Loreto seliggesprochen.

## Gedenktag
Ihr Gedenktag in der Liturgie der Kirche ist ihr Todestag, der 19. Mai. Ihr ist auch die Pfarrkirche von Capaci geweiht.